# Lijst van voetbalinterlands GOS - Nederland (vrouwen)
Deze lijst van voetbalinterlands is een overzicht van alle voetbalwedstrijden tussen de nationale vrouwenteams van het Gemenebest van Onafhankelijke Staten en Nederland. Het GOS en Nederland hebben vier keer tegen elkaar gespeeld. De eerste wedstrijd was op 17 maart 1992 in Zaandam. De laatste confrontatie was op 12 september 1992 in Kaloega.

## Wedstrijden
| № | Plaats              | Datum             | Competitie        | Wedstrijd       | Uitslag |
| - | ------------------- | ----------------- | ----------------- | --------------- | ------- |
| 1 | Zaandam             | 17 maart 1992     | Vriendschappelijk | Nederland − GOS | 1 − 0   |
| 2 | Alphen aan den Rijn | 19 maart 1992     | Vriendschappelijk | Nederland − GOS | 1 − 0   |
| 3 | Kaloega             | 10 september 1992 | Vriendschappelijk | GOS − Nederland | 0 − 2   |
| 4 | Kaloega             | 12 september 1992 | Vriendschappelijk | GOS − Nederland | 1 − 4   |

## Samenvatting
| Soort wedstrijd   | Totaal gespeeld | Winst GOS | Gelijk | Winst Nederland |
| ----------------- | --------------- | --------- | ------ | --------------- |
| Vriendschappelijk | 4               | 0         | 0      | 4               |
| Totaal            | 4               | 0         | 0      | 4               |

| Doelsaldo | GOS | Nederland |
| Doelsaldo | 1   | 8         |